# Marcial
Pour le footballeur espagnol, voir Marcial (football).
 (décembre 2023).
Marcial est un village situé en Carélie, près de Konchosero, dans la région de Ravdomarsh. Il se trouve dans une vallée à 50 km de Petrozavodsk, la capitale de la république, au nord-est de Saint-Pétersbourg. C’est là que furent découvertes des sources d’eau minérale riches en fer, connues sous le nom de Марциальные воды (Martialnye Vody).
En 1718, après son séjour à Spa en 1717, Pierre le Grand ordonna la construction d’une station thermale russe autour de ces sources. Le climat de la région est influencé par les vents secs et chauds provenant de l’océan Atlantique et du lac Onega.

## Edification du Spa russe
Trois palais de bois (détruits en 1780) furent construits pour le tsar, sa famille et sa cour, de même que des maisons et hôtels pour les patients et le personnel, ainsi que l’église Saint-Pierre, bâtie en 1720-1721. Il semble que plusieurs artisans spadois ont été débauchés pour participer à la construction de ce nouveau Spa russe.
Pierre le Grand et son épouse Catherine ont séjourné quatre fois dans leur nouveau Spa : en 1719, 1720, 1722 et 1724, où l'empereur s’y soignait.
En 1940, la décision du gouvernement de Carélie de restaurer l'établissement thermal et d’ouvrir en plus un établissement de repos fut acceptée, mais resta sans suite compte tenu de la guerre. La renaissance de l'établissement thermal n’intervint qu’en 1964. Le médecin en chef était un docteur carélien, F.G. Kozitsyna. Aujourd’hui, le Spa « Eaux de Marcial » accueille toujours des curistes dans son sanatorium (nom donné en russe aux établissements de repos).

## Eaux de Marcial
Les sources Marcial (ru : Марциальные Воды) à Ravdomarsh furent découvertes en 1714 par le maître de forge Riaboïev, qui a été le premier à en tester les effets curatifs. L’ouverture officielle des sources Marcial fut déclarée en 1716 par le colonel Guénine, guide de montagne à Olonets. De 1717 à 1719, les médecins Robert Erskine et Laurentius Blümentrost étaient engagés par l'empereur Pierre le Grand pour étudier les propriétés chimiques des eaux de Marcial. Ils ont reconnu ses propriétés utiles au traitement de certaines maladies. Un décret relatif à l’ouverture des « Eaux de Marcial » et des « Règles à l’usage des docteurs en médecine utilisant ces eaux » a été édicté.
Le premier ouvrage russe de médecine édité était relatif aux eaux de Marcial. En 1718, Raveline (probablement le chirurgien), a publié l’article « Principes originaux relatifs aux bienfaits des eaux de Marcial de Konchezero ». Il contient neuf descriptions brèves des maladies et de leur évolution après traitement avec les eaux de Marcial.
Malgré le déclin de la réputation de la station thermale après la mort du tsar, les habitants continuaient à utiliser les eaux de ces quatre sources. Dans les années 1930, sous l’Union des républiques socialistes soviétiques, de nouvelles études médicales ont été réalisées. Elles ont notamment démontrées que la teneur en oxyde de fer (79,7 mg/l) surpassait celle des eaux similaires mondialement connues de Spa, Marienbad ou Karlsbrunn.

## Pierre le Grand à Spa

### Séjour à Spa
Le séjour de Pierre le Grand à Spa, en principauté de Liège, l’été 1717, ouvrit une nouvelle ère de prospérité pour cette ville d’eau qui la mena à son âge d’or dans le dernier quart du XVIIIe siècle. Il semble que les vertus curatives de ses eaux le soignaient de ses excès de boisson.
Le pouhon au centre de Spa, reçut en 1718 un monument offert par Pierre le Grand en remerciement des bienfaits de ses eaux. C'est un monument en marbre noir de Theux gravé d’un texte de reconnaissance, surmonté d’un médaillon en albâtre (variété de gypse très blanc, semblable au marbre) portant les armoiries impériales que l’on peut encore voir dans le pouhon Pierre le Grand aujourd’hui.
La source la plus connue de Spa, ne recevra le nom de l’empereur de Russie, Pierre le Grand, qu'en 1820, à l'époque du royaume uni des Pays-Bas. Un buste du tzar, offert par le prince Anatole Demidoff, y fut placé en 1856 dans le cadre de la Belgique indépendante (1830).

### Jolités de Spa
Le tsar était curieux de tout pour développer son empire, notamment à Spa : « Il prenoit plaisir, dit un auteur, à voir travailler aux ouvritges de vernis [De la dynastie des Dagly de Spa] et y travailloit lui-même. Il acheta une quantité prodigieuse de ces bagatelles qu’on vend à Spa, et s’informoit curieusement de la manière dont on les faisait ». Les Jolités de Spa eurent un succès international.
On sait aussi que Pierre le Grand était un passionné de l’art du tour qu’il pratiquait lui-même à Ravdomarsh et ailleurs. On retient même qu’il fut un des meilleurs tourneurs de son époque. Lors de sa visite au Régent en 1717 à Versailles, à la suite de sa cure à Spa, il donnera à l’Académie des Sciences de Paris un tour à portrait d’Andrej Konstatinowitsch Nartov. Son séjour fut aussi significatif pour l’art du tour à Spa. Le jeune Lambert Xhrouet, âgé alors de 10 ans, deviendra à la suite de son collatéral, Antoine Xhrouet, un tourneur renommé appelé par toutes les cours européennes.